# 猶太植樹節
圖比舍巴特節（希伯來語：טו בשבט），猶太人傳統節日之一，在希伯來曆细罢特月的第15天（在2017年，這個節日在2月10日日落後開始，直到2月11日日落為止）。是猶太習俗中的四個傳統新年之一，又稱為樹木新年（希伯來語：ראש השנה לאילנות，Rosh HaShanah La'Ilanot）。在現代以色列中，仍然慶祝這個節日，用來提倡生態保育與提升環保意識，因此被譯為猶太植樹節。

## 字源
這個節日是细罢特月的第15天，最早被稱為 Ḥamisha Asar BiShvat（Ḥamisha Asar BiShvat，字面意思是細罷特月的第15天）。希伯來字母中的Tet 與 Vav，分別代表序數的9與6，加起來等於15。因此以這兩個字母，造出這個節日的名稱。